# Torre de Sant Marçal
La Torre de Sant Marçal és una obra amb elements gòtics i renaixentistes de Vilademuls (Pla de l'Estany) declarada Bé Cultural d'Interès Nacional.

## Descripció
Construcció d'origen militar, situada al nord de l'església de Sant Marçal de Quarantella, formada per un cos rectangular de notables dimensions, cobert a dues aigües i amb el carener orientat d'oest a est. La façana principal està situada al nord. En destaquen la porta dovellada d'accés i les finestres ogivals que s'obren al primer pis. A l'angle nord-est hi ha una torre de planta quadrangular que tapa part de la porta dovellada d'accés. Té una planta baixa coberta amb volta de canó i l'escala de pujada és a la part sud. Presentava una altra planta i a més una golfa habitable sota teulat, coberta amb biguetes de fusta i llates, i a dues aigües, i finestres, avui tapades. La resta de cossos s'agrupen al nord de la façana principal i a l'oest.
A l'interior hi ha una ampla sala en la que es conserva un armari que primitivament era un frontal de xemeneia de pedra treballada en gòtic flamíger, on hi ha les armes de la família i unes flors de lis.

## Història
Construcció militar del segle xv i XVI. La nissaga Call o Des Call tenia com armes un camp de plata, un gall de sable amb la cresta de gules. Aquest llinatge estava fincat a la torre des Call des del segle xiv, de 1429 a 1432 trobem a Francesc des Call com a militar domiciliat a Galliners. El 1573 trobem a Francesc des Call donzell de Quarantella, casat amb Inés de Senesterra, que tenia el senyoriu del Castell de Calabuig. Doña Cecília des Call, hereva de la torre de Quarantella, es casa amb Miquel de Raset i Escales, donzell de Girona, del qual ja és vídua el 1613. Amb ella es perd el cognom Quarantella i la torre passa a la família Raset de Cervià de Ter.